# Hans Friedrich von Schönberg (1655–1676)
Hans Friedrich von Schönberg, modernisiert auch Johann Friedrich von Schönberg, (* 9. Juni 1655 in Limbach; † 9. Mai 1676 in Dresden) war ein kurfürstlich-sächsischer Truchsess und Rittergutsbesitzer.

## Leben
Er stammte aus der sächsischen Adelsfamilie von Schönberg und war der Sohn von Caspar Dietrich von Schönberg (* 12. Juli 1599 in Limbach; † 21. November 1673 in Bornitz) und Maria Elisabeth von Ende (* Juni 1622; † 21. Februar 1690 in Rothschönberg). Hans Friedrich von Schönberg war das achte von elf Kindern. Aus der ersten Ehe seines Vaters mit Anna Elisabeth Stange hatte er noch mehrere ältere Halbgeschwister, darunter Hans Caspar von Schönberg (* 16. September 1640 in Limbach; † 29. August 1695 in Göda).
Wie viele seiner Familienangehörigen schlug er eine Verwaltungslaufbahn im Dienst der Wettiner ein. Er ging an den Hof nach Dresden, wo er als junger Mann das verantwortungsvolle Amt des Truchsess übernahm. Sein frühzeitiger Tod im 21. Lebensjahr verhinderte eine weitere Karriere als Hofbeamter. Er starb unverheiratet und ohne Kinder am 9. Mai 1676 in Dresden.
Die anlässlich seiner feierlichen Beisetzung vom Pfarrer Johann David Drabitius aus Rothschönberg gehaltene Leichenpredigt erschien bei Christoph Günther in Meißen in Druck.